# Artiom Klimenko
Artiom Anatólievich Klimenko (en ruso, Артём Анатольевич Клименко; Mariupol, Ucrania, 10 de abril de 1994) es un baloncestista de nacionalidad rusa que pertenece a la plantilla del Zenit de San Petersburgo de la VTB United League. Con 2,14 metros de estatura, juega en la posición de pívot.

## Trayectoria deportiva

### Primeros años
Klimenko comenzó a jugar a baloncesto en su ciudad natal, incorporándose pronto a la cantera de su principal club, el Azovmash Mariupol, pero a la edad de 16 años decidió dejar ese equipo para entras en las categorías inferiores del BC Avtodor Saratov, club que había formado grandes jugadores como Zajar y Yevgueni Pashutin, Víktor Jriapa, Serguéi Monia, Vladímir Veremeenko o Semión Antónov entre otros.

### Profesional
En su primera temporada con el primer equipo no dispuso de muchos minutos de juego, pero ya en su segunda temporada, jugando en el equipo de segunda división, promedió 13,5 puntos y 7,4 rebotes por partido. En 2014 incluyó una cláusula en su contrato por la cual le permitiría probar con equipos de la NBA, declarándose elegible para el draft de 2014 y viajando a Estados Unidos para realizar pruebas con varios equipos, pero finalmente no resultó elegido.
Regresó al Avtodor Saratov, y en la temporada 2014-15 promedió 6,5 puntos y 3,0 rebotes por partido, firmando al final de la misma una extensión de su contrato hasta junio de 2018. Al año siguiente disputó la EuroCup, en la que promedió 9,7 puntos y 3,3 rebotes por partido, y la VTB United League, donde promedió 7,7 puntos, 4,8 rebotes y 1,1 asistencia, lo que le valió para ser elegido Mejor Jugador Joven de la competición.

## Selección nacional
Klimenko juega en la selección de baloncesto de Rusia desde el año 2017. Sólo ha disputado partidos de clasificación a la Copa Mundial de Baloncesto y al Eurobasket, además de algunos torneos amistosos. 